# Маланюк Ірина Осипівна
Маланю́к Ірина Осипівна (Іра Маланюк, Ira Malaniuk, Ира Маланюк; 29 січня 1919, Івано-Франківськ — 25 лютого 2009, Цірль, Австрія) — українська й австрійська оперна та концертно-камерна співачка, визнана в Європі, але маловідома в Україні.

## Родовід
Серед предків Ірини був герцог Ґіз, нащадок претендента на французький трон. Під час революції 1792 року він змушений був покинути Францію, переїхав до Відня, а відтак, за порадою цісаря Франца I, приєднався до угорського двору, змінивши прізвище на фон Кіш.
Його донька Франціска (прабабуся співачки) вийшла заміж за Кайзера фон Кайзерсгаймба.
Їхня донька Амалія стала дружиною майора цісарської армії Ніколяуса Ріхтера фон Ключаріча (1807—1893) і виїхала з ним до Відня.
Їхня донька Габріела фон Ключаріч (1854—1944), бабуня співачки, у Відні познайомилася з українським студентом медицини Олександром-Мар'яном Жуковським. Після закінчення його студій (1883) вони взяли шлюб у греко-католицькій церкві Святої Варвари у Відні. Молоде подружжя переїхало до Галичини, в село Глушків (родинні терени чоловіка), де Олександр Жуковський відкрив медичну практику, невдовзі став головним лікарем дирекції залізниць і отримав титул надворного радника.
Донька доктора Жуковського, Ольга — майбутня мати Іри Маланюк — 1911 року вийшла заміж за військового лікаря австрійської армії, майбутнього полковника УГА доктора Осипа Маланюка, кузена Соломії Крушельницької.

## Біографія
У дитинстві та юності мешкала у будинку батьків (тепер вул. Грушевського, 17, Івано-Франківськ), де її батько Осип Маланюк мав приватну лікарську ординацію.
Навчалася в українській приватній школі імені М. Шашкевича (містилася майже навпроти її будинку — тепер ЗОШ N°7), пізніше — у Станіславівській українській жіночій гімназії (вул. Липова, 80, тепер вул. Шевченка, 82).
Тут вона вперше вийшла на сцену, зігравши у дитячій опері М.Лисенка «Коза-дереза» роль Лисички. Відомий композитор і диригент Ярослав Барнич, побачивши її у цій ролі сказав: «Ірцю, з тебе буде колись велика співачка».
Після закінчення гімназії навчалася у консерваторії при Польському музичному товаристві ім. С.Монюшка в Станіславові.
1936 — дебютувала в опері О.Ніколаї «Віндзорські жартівниці».
Пізніше навчалася у Адама Дідура (Львів, 1937–1939), Анни Бар-Мільденбург (Відень, 1944), удосконалювала майстерність у «Моцартеумі» (Зальцбург, 1945).
Була солісткою оперних театрів Львова (1940—1944), Ґраца (Австрія, 1945—1947), Цюриха (Швейцарія, 1947—1952), Мілану (Італія, 1954), Мюнхена (ФРН, 1952—1970), Відня (1956—1974).
Брала участь у Вагнерівських фестивалях у м. Байройт (ФРН, 1951—1954) і у Зальцбурзьких фестивалях (Австрія, 1956, 1958—1963).
З великим успіхом виступала на сценах оперних театрів Італії, Франції, Великої Британії, Іспанії, Аргентини та ін. країн.
Співпрацювала з видатними диригентами, серед яких Герберт фон Караян, Вільгельм Фуртвенглер, Бруно Вальтер, Дімітріс Мітропулос, Артур Родзінський, Карл Бем, Ганс Сваровскі, Джордж Шолті, Клеменс Краус, Андре Клюїтанс, а її партнерами були славетні співаки Маріо дель Монако, Джузеппе ді Стефано, співачки Рената Тебальді, Елізабет Шварцкопф, Біргіт Нільсен, Кірстен Флагстад і чимало інших оперних зірок світу.
1972 року завершила професійну оперну кар'єру.
1970—1991 роках у званні професора з інтерпретації пісень (Liedinterpretation) викладала в Академії музики та драматичного мистецтва м. Граца, Австрія [Архівовано 26 березня 2022 у Wayback Machine.] (пізніше академія набула статус університету).
Після здобуття незалежності Україною відвідувала Львів та Івано-Франківськ, давала майстер-класи українським студентам і молодим виконавцям.
1998 року видала німецькою мовою автобіографічну книгу «Голос серця» (повна назва мовою оригіналу Stimme des Herzens: Autobiographie einer Sängerin).
Пішла з життя 25 лютого 2009 року, похована 3 березня 2009 у місті Цірль, Австрія.

## Репертуар
Виконала понад 80 партій в операх українських (Одарка — «Запорожець за Дунаєм» С.Гулака-Артемовського; Терпилиха — «Наталка Полтавка» М.Лисенка), російських (Ольга — «Євгеній Онєгін» П.Чайковського), італійських (Амнеріс, Флора, Азучена, леді Макбет — «Аїда», «Травіата», «Трубадур», «Макбет» Дж. Верді; Лола — «Сільська честь» П.Масканьї), німецьких (Фріка (уривок виконання 1953 року у Риміⓘ), Бренгена, Магдалена, Мері, Венера — «Валькірія», «Трістан та Ізольда», «Нюрнберзькі мейстерзінгери», «Летючий Голландець», «Тангейзер» Загибель богів (опера) Р.Вагнера), чеських (Розалія — «Продана наречена» Б.Сметани) композиторів.
Концертний репертуар співачки охоплює сольні твори композиторів-класиків (Гайдн, Гендель, Моцарт, Бах, Бетховен), романтиків (Шуберт, Шуман, Брамс), а також її сучасників (Стравинського, Штрауса, Хіндеміта, Шенберга, Берга) та багатьох інших.

На телеекрані:

Телефільм «Арабелла» (ФРН, 1960) — у ролі Аделаїди фон Вальднер, телепостановка Рудольфа Гартманна за однойменною оперою Ріхарда Штрауса.
Аудіозаписи:

Аудіо компакт-диск Ira Malaniuk — Arien und Lieder Preiser Records, 2000, EAN: 0717281904285.

Загалом, її ім'я можна побачити в складі виконавців на багатьох обкладинках платівок і компакт-дисків з записами наживо оперних вистав різних років, виданих компаніями звукозапису EMI, Deutsche Grammophon, Urania Records, Philips Records, Testament Records, Opera D'oro та інших.

## Відзнаки і звання
1957 — міністерство культури Баварії (ФРН) надало почесне звання камерної співачки («Kammersängerin»).

1965 — уряд Австрії нагородив її «Почесним хрестом у галузі мистецтва та науки I ступеня». 

1970–1991 — професор Університету музики та драматичного мистецтва Ґраца (Kunstuniversität of Graz, (KUG) [Архівовано 26 березня 2022 у Wayback Machine.]).

1973 — уряд Австрії надав почесне звання камерної співачки («Kammersängerin»).

1998 — почесний професор Львівської музичної академії ім. М.Лисенка.

## Пам'ять
- У 1990 році заснувала стипендіальний фонд для найкращих випускників Університету музики та драматичного мистецтва Граца.
- Один із навчальних залів Університету музики та драматичного мистецтва Граца (Австрія) назвали в пам'ять про Ірину Маланюк — «Іра-Маланюк-Зал»[5].
- Всеукраїнський конкурс молодих вокалістів імені Ірини Маланюк.
- Івано-Франківська обласна філармонія носить ім'я співачки[6].

## Цікаві факти
Під час перебування солісткою Оперного театру у Цюриху у 1949 році взяла участь у світовій прем'єрі вистави «Чорний Павук», написаної швейцарським композитором Віллі Буркгардом [Архівовано 26 вересня 2011 у Wayback Machine.] на лібрето, написане швейцарським письменником, Робертом Фаесі. Сюжет опери побудований на відомій швейцарській народній казці, яка була записана швейцарським священиком Альбертом Біціусом.